# Filmes de Guerra, Canções de Amor
Filmes de Guerra, Canções de Amor é o segundo álbum ao vivo da banda brasileira de rock Engenheiros do Hawaii. O disco foi gravado ao vivo nos dias 5, 6 e 7 de julho, na Sala Cecília Meireles, no Rio de Janeiro, e no mesmo mês nos estúdios BMG, localizados na mesma cidade. O álbum foi lançado em outubro de 1993, pela gravadora BMG, através do selo RCA-Victor. Após três discos de estúdio autoproduzidos, a banda lançava um álbum ao vivo apontando em uma direção completamente oposta: saíam as guitarras distorcidas e os teclados e entravam as guitarras semiacústicas. Ainda, o disco conta com uma produção minimalista de Mayrton Bahia, que privilegiava o tratamento acústico dos arranjos. Embora o álbum mostre caminhos para a banda continuar, o grupo acabou implodindo ainda no início da turnê, em dezembro de 1993, quando pouquíssimos shows haviam sido feitos - afora uma pequena turnê internacional e participações em programas de TV.
O álbum contou com a rotação de 5 videoclipes na MTV Brasil: "Mapas do Acaso", "Quanto Vale a Vida?", "Crônica", "Às Vezes Nunca" e "Realidade Virtual". Ainda assim, este disco não conseguiu repetir o sucesso dos álbuns anteriores, não atingindo a marca de 100 mil cópias vendidas no prazo de 1 ano de seu lançamento e não rendendo à banda a sua sexta certificação em sequência.

## Antecedentes
Após o lançamento do último álbum de estúdio, Gessinger, Licks & Maltz, o clima de isolamento dos membros dentro da banda era cada vez mais patente. Além disso, a turnê aconteceu com um clima pesado em que a equipe estava sempre preocupada com o futuro do grupo e, ao mesmo tempo, procurava passar a impressão de que tudo ia bem, especialmente para Augusto que se sentia cada vez mais deixado de lado das questões e decisões principais. Como Humberto vivia cada vez mais um momento egoísta e solipsista, as parcerias haviam diminuído fortemente no último disco. Ainda, o baixista estava privilegiando arranjos para as músicas em que ele tocasse teclados ou piano - instrumentos que eram tocados, nos primeiros discos, por Augusto - o que diminuía bastante o espaço das guitarras que ficavam limitadas a solos e pequenos riffs.
Em meados de 1993, Humberto estava descansando em Gramado - o cantor sempre ia para lá passar as férias - quando viu uma edição importada da revista Guitar Player com uma grande reportagem sobre a aparelhagem do guitarrista Tuck Andress, do duo de jazz Tuck & Patti. O cantor e compositor ficou interessado e comprou alguns discos do duo para ouvir o som do guitarrista. Ouvindo aquele som, Gessinger encontrou a sonoridade que queria para o próximo álbum dos Engenheiros. Assim, saiu de madrugada atrás do telefone público mais próximo - ele não tinha telefone em casa - e ligou para Augusto falando sobre o guitarrista Tuck Andress. O guitarrista imediatamente arrumou sua mala e partiu para Nova Iorque, comprar a aparelhagem necessária. Licks foi para a mesma loja da Gibson em que comprava suas guitarras Steinberger e conversou bastante com o gerente, explicando a sonoridade que pretendia fazer e a necessidade de tocar com guitarras semiacústicas. Assim, ele comprou duas guitarras para Humberto - uma ES-335 e uma ES-350 - e outra para ele próprio - uma L-4 CES. Além disso, Augusto comprou uma série de microfones profissionais para captar o som das percussões, das vozes e do ambiente.

## Gravação e produção
Os ensaios para o disco foram realizados no apartamento de Maltz, em Ipanema. Contrário ao clima da turnê anterior, os ensaios correram muito bem: Humberto chegou até a filmar alguns ensaios com uma câmara em um tripé. O líder da banda chegou com o repertório e o projeto artístico já prontos: a ideia era ter um disco recheado de "lados B", com arranjos diferentes dos originais e passando por todos os discos da banda. Ainda, uma orquestra seria utilizada em algumas músicas. Nos ensaios, a canção "Manuel, o Audaz", de Toninho Horta, entrou no repertório. Quando escolheram o produtor, Mayrton Bahia, que havia trabalhado com a Legião Urbana, este, ao ver a canção de Horta no repertório, sugeriu que chamassem Wagner Tiso para fazer os arranjos e a regência da orquestra. Licks chegou a ir a um show de Horta atrás da autorização para gravar a canção - que foi concedida, mas ela acabou saindo do repertório do show na última hora, tendo sido tocada pelo grupo apenas em um programa Ensaio, da TV Cultura, naquele ano.
Os shows foram realizados na Sala Cecília Meireles, no Rio de Janeiro, nos dias 5, 6 e 7 de julho. Em vez de vender ingressos, a banda optou por distribuir convites para os diversos fã-clubes do trio. Entretanto, o bom clima dos ensaios se perdeu completamente nos shows. Havia uma tensão no ar e uma fofoca entre a equipe de que o grupo estava com os dias contados: muitos estranhavam a presença da empresária da banda, Carmela Forsin, nas gravações. Augusto se sentia alijado das conversas sobre cenografia, luz e som, ficando concentrado em configurar o seu equipamento sozinho. As músicas que contavam com orquestra foram gravadas ao vivo, mas sem a presença de público. E outras duas canções foram gravadas nos estúdios BMG, também no Rio de Janeiro. Para a capa, foi tirada uma foto da porta do estúdio e acrescentado um "f-hole", muito utilizado em violinos e guitarras semiacústicas. Na contracapa, mais uma vez fotos dos integrantes separados, como no disco anterior. Ainda, há novamente um ouroboros - como no Várias Variáveis - contendo as engrenagens símbolos de todos os discos anteriores, o que parecia simbolizar mais uma vez o fim de um ciclo.

## Resenha musical
"Mapas do Acaso" abre o disco com uma seção da Orquestra Sinfônica Brasileira acompanhando Humberto e Augusto nas guitarras semiacústicas e Carlos na percussão. Inicialmente, Licks trabalha com o volume nas suas inserções durante a introdução. Quando a voz entra, ele passa a fazer contrapontos à guitarra de Gessinger e à orquestra até chegar ao solo, sempre acompanhando o sentimento da música que começa bem suave e vai crescendo até terminar com bastante emoção. Em seguida, "Além dos Outdoors" e "Pra Entender" iniciam a sessão com plateia. Ambas as músicas ganharam arranjos misturando blues e jazz, com a guitarra de Licks fazendo contrapontos o tempo todo e com o guitarrista fazendo "scats" imitando o som da guitarra enquanto sola. Também, Gessinger modificou as letras em alguns pontos para fazer com que as canções façam referências a acontecimentos da época. "Quanto Vale a Vida?" é a segunda inédita: ela estava presente na demo do disco anterior e, aqui, ganhou um arranjo de folk rock, acentuado pela harmônica de Licks. No final, Humberto ficou sozinho na guitarra enquanto Augusto e Carlos tocavam percussão e o cantor aproveitou para emendar trechos de "Piano Bar" e "Perfeita Simetria". "Crônica" inicia com um dedilhado feito por Humberto enquanto Augusto faz acordes utilizando-se de um efeito de eco e Carlos utiliza um apito. No final, Augusto provoca gritos na plateia com o seu solo.
Em seguida, "Pra Ser Sincero" é o primeiro sucesso que faz parte do repertório do disco, contando com um arranjo bem diferente, com Gessinger no acordeão, Licks na guitarra e Maltz na percussão. "Muros e Grades", a segunda parceria do disco, como a música anterior, conta com Humberto fazendo uma base em estilo bem bossa nova e Augusto utiliza um EBow na introdução e durante a música, produzindo linhas melódicas alternativas. No final, Augusto improvisa arpejos enquanto Humberto canta repetidamente: "é um absurdo". Na sequência, "Alívio Imediato" vem em continuidade com a música anterior. Enquanto Humberto toca a base, Augusto vai solando a música inteira. Também, o compositor fez alterações na letra para atualizar a música. "Ando Só" e "O Exército de um Homem Só I e II" (as duas partes da música são tocadas em sequência) retornam ao arranjo da primeira música só que com Humberto no piano de cauda. Estas duas músicas contam com a seção da orquestra também, mas com a adição de uma trompa. "Às Vezes Nunca" é a primeira canção gravada em estúdio. Ela começa com uma espécie de bossa nova, mas mais "jazzy", com Humberto na base e Augusto solando. Na segunda parte, a canção vira quase um xote e finaliza como um hard rock, com Licks na guitarra distorcida, Humberto no baixo e Carlos na bateria. Nesta música, há as participações de Wagner Tiso, na sanfona, e Paulo Moura, no saxofone. Finalizando o disco, "Realidade Virtual" foi a primeira música de trabalho. Ela é uma espécie de country rock com acentuação gospel e conta com coro dos Golden Boys e mais quatro vocalistas femininas. Ela foi composta no acordeão e, na gravação, Augusto toca guitarra de doze cordas, guitarra slide e violão; Humberto toca acordeão, teclado e baixo; e Maltz na bateria.

## Recepção

### Lançamento
O álbum foi lançado em outubro de 1993 pela gravadora BMG através do selo RCA-Victor. Foram lançados cinco videoclipes para promover o disco: "Mapas do Acaso", "Quanto Vale a Vida?", "Crônica", "Às Vezes Nunca" e "Realidade Virtual". Este álbum foi o segundo disco em formato acústico a ser lançado por uma banda de rock nacional, após Blackout, álbum de 1991 do cantor e compositor Marcelo Nova. Entretanto, foi o quarto a ser gravado, já que, além do citado disco do roqueiro baiano, o Barão Vermelho havia gravado o seu acústico pela MTV Brasil no mesmo ano de 1991 (e que só seria lançado em 2006) e a Legião Urbana havia feito o mesmo em 1992 (o disco seria lançado apenas em 1999). Este disco não contou com uma turnê de promoção - a banda apenas fez uma excursão por Japão e Estados Unidos, além de algumas datas para programas de TV - e nem atingiu vendagem suficiente para render mais um disco de ouro, devido à saída de Augusto Licks da banda, no final do ano.

### Fortuna crítica
| Críticas profissionais | Críticas profissionais |
| Avaliações da crítica  | Avaliações da crítica  |
| Fonte                  | Avaliação              |
| ---------------------- | ---------------------- |
| Folha de S.Paulo       | Negativa               |
| Bizz                   | [ 10 ]                 |
| Jornal da Tarde        | [ 11 ]                 |
| O Globo                | [ 12 ]                 |
| Diário Popular         | Positiva               |
| Zero Hora              | Positiva               |
| Estado de Minas        | Positiva               |
| Revista General        | Positiva               |

A recepção ao disco pela crítica especializada foi bem diversificada, embora tendendo do razoável ao positivo. Hélio Gomes, para a Folha de S.Paulo, critica fortemente o disco, especialmente a voz e as letras de Humberto, elogiando apenas, de passagem, o timbre da guitarra de Augusto. Na Bizz, Alexandre Rossi procurou manter a tradição da revista de falar mal dos discos da banda, embora tenha escrito uma crítica curta e que teve dificuldades de se fundamentar, chegando a criticar, também, o trabalho de Wagner Tiso. Celso Fonseca, em crítica para o Jornal da Tarde, elogia o disco por surpreender pela sonoridade e pelos arranjos, criticando apenas a voz - que classifica como "chata" - e a poesia de Gessinger - que classifica como "colegial e indigente". No final, dá uma cotação regular ao trabalho. No Globo, Antônio Carlos Miguel chamou o disco de vazio e pretensioso, dando uma nota regular. Fabian Chacur, no Diário Popular, elogiou bastante o disco, dizendo que ele simbolizava uma recuperação do grupo após os três últimos trabalhos autoproduzidos. Ele finaliza dizendo que o álbum deve ser "ouvido de cabo a rabo" e que é um "forte candidato ao prêmio de melhor LP de rock nacional de 93". Luiz Paulo Santos, em crítica para o Zero Hora, elogia bastante o trabalho, especialmente os arranjos de Wagner Tiso. Walter Sebastião, no Estado de Minas, chama o disco de o melhor trabalho do grupo, elogiando muito a sua brasilidade e a união de sonoridades interioranas brasileiras que pouco conversam na música popular: a mineira e a gaúcha. Finalmente, Pedro Só, para a Revista General, elogia muito o álbum, embora veja defeitos nas duas canções gravadas em estúdio. O crítico elogia os arranjos das novas canções e a nova roupagem que as regravações ganharam, tecendo loas, também, às letras de Humberto.

## Faixas
Lista de faixas dadas pelo Spotify e pela obra citada.
Todas as faixas escritas e compostas por Humberto Gessinger, exceto onde indicado. 
| N.º            | Título                             | Compositor(es)                     | Álbum original                       | Duração |  |
| 1.             | "Mapas do Acaso"                   |                                    | Inédita                              | 6:03    |  |
| 2.             | "Além dos Outdoors"                |                                    | A Revolta dos Dândis                 | 3:53    |  |
| 3.             | "Pra Entender"                     |                                    | Ouça o que Eu Digo: Não Ouça Ninguém | 3:19    |  |
| 4.             | "Quanto Vale a Vida?"              |                                    | Inédita                              | 5:34    |  |
| 5.             | "Crônica"                          |                                    | Longe Demais das Capitais            | 3:34    |  |
| 6.             | "Pra Ser Sincero"                  | Humberto Gessinger / Augusto Licks | O Papa É Pop                         | 3:40    |  |
| 7.             | "Muros e Grades"                   | Humberto Gessinger / Augusto Licks | Várias Variáveis                     | 6:02    |  |
| 8.             | "Alívio Imediato"                  |                                    | Alívio Imediato                      | 3:30    |  |
| 9.             | "Ando Só"                          |                                    | Várias Variáveis                     | 3:27    |  |
| 10.            | "O Exército de um Homem Só I e II" | Humberto Gessinger / Augusto Licks | O Papa É Pop                         | 5:44    |  |
| 11.            | "Às Vezes Nunca"                   |                                    | Inédita                              | 3:28    |  |
| 12.            | "Realidade Virtual"                |                                    | Inédita                              | 4:01    |  |
| Duração total: | Duração total:                     | Duração total:                     | Duração total:                       | 52:21   |  |

## Álbum de vídeo
Filmes de Guerra, Canções de Amor é o primeiro álbum de vídeo da banda brasileira de rock Engenheiros do Hawaii. O disco foi gravado ao vivo nos dias 5, 6 e 7 de julho, na Sala Cecília Meireles, no Rio de Janeiro, e no mesmo mês nos estúdios BMG, localizados na mesma cidade. O álbum foi lançado em novembro de 1993, pela gravadora BMG, através do selo BMG-Vídeo.

## Resenha musical
Apenas duas músicas que estavam no show não entraram no álbum ao vivo, entrando apenas no álbum de vídeo. Em "Refrão de Bolero", Humberto toca piano e Maltz percussão, enquanto Augusto faz contrapontos com a guitarra por toda a música. Na hora do solo, o público grita o nome dele repetidas vezes. "Todo Mundo É uma Ilha" foi tocada com Humberto e Carlos na percussão, com Augusto utilizando "slide", "fast tremolo" e "reverb". Ainda, outras três canções entraram no álbum de vídeo como videoclipes, embora não fizessem parte do setlist do show: "Parabólica", "Ninguém = Ninguém" e "Até Quando Você Vai Ficar?".

## Relançamento em DVD
O álbum de vídeo foi relançado em DVD no ano de 2002. O crítico de cinema Rubens Ewald Filho avaliou que o resultado do tratamento das imagens para lançamento no novo formato ficou muito ruim, deixando a imagem granulada. Segundo o jornalista, isto provavelmente se deveu ao fato de ter sido feita uma remasterização do VHS para o DVD, em vez de se utilizarem as filmagens originais.

## Faixas
Lista de faixas dadas pela obra citada.
Todas as faixas escritas e compostas por Humberto Gessinger, exceto onde indicado. 
| N.º | Título                             | Compositor(es)                     | Álbum original                       | Duração |  |
| 1.  | "Mapas do Acaso"                   |                                    | Inédita                              |         |  |
| 2.  | "Além dos Outdoors"                |                                    | A Revolta dos Dândis                 |         |  |
| 3.  | "Pra Entender"                     |                                    | Ouça o que Eu Digo: Não Ouça Ninguém |         |  |
| 4.  | "Quanto Vale a Vida"               |                                    | Inédita                              |         |  |
| 5.  | "Parabólica"                       | Humberto Gessinger / Augusto Licks | Gessinger, Licks & Maltz             |         |  |
| 6.  | "Ninguém = Ninguém"                |                                    | Gessinger, Licks & Maltz             |         |  |
| 7.  | "Refrão de Bolero"                 |                                    | A Revolta dos Dândis                 |         |  |
| 8.  | "Todo Mundo É uma Ilha"            |                                    | Longe Demais das Capitais            |         |  |
| 9.  | "Crônica"                          |                                    | Longe Demais das Capitais            |         |  |
| 10. | "Às Vezes Nunca"                   |                                    | Inédita                              |         |  |
| 11. | "Muros e Grades"                   | Humberto Gessinger / Augusto Licks | Várias Variáveis                     |         |  |
| 12. | "Alívio Imediato"                  |                                    | Alívio Imediato                      |         |  |
| 13. | "Perfeita Simetria"                |                                    | O Papa É Pop                         |         |  |
| 14. | "Ando Só"                          |                                    | Várias Variáveis                     |         |  |
| 15. | "O Exército de Um Homem Só I e II" | Humberto Gessinger / Augusto Licks | O Papa É Pop                         |         |  |
| 16. | "Realidade Virtual"                |                                    | Inédita                              |         |  |
| 17. | "Até Quando Você Vai Ficar?"       |                                    | Gessinger, Licks & Maltz             |         |  |
| 18. | "Pra Ser Sincero"                  | Humberto Gessinger / Augusto Licks | O Papa É Pop                         |         |  |

## Créditos
Créditos dados pelas obras consultadas.

### Músicos
A Banda
- Humberto Gessinger: Voz, piano, teclado, acordeão, guitarra semiacústica (modelos Gibson ES-335 e ES-350) e baixo (modelo Steinberger).
- Augusto Licks: Guitarra semiacústica (modelo Gibson L-4 CES), guitarra de doze cordas, violão e vocais.
- Carlos Maltz: Percussão e bateria.

Convidados
- Wagner Tiso: Regência (nas faixas 1, 9 e 10) e acordeão (na faixa 11).
- Paulo Moura: Saxofone (na faixa 11).
- Golden Boys: Vocais (na faixa 12).
- Ana Leuzinger, Cecília Spyer, Jurema Lourenço, e Nair de Candia: Vocais (na faixa 12).

Seção da Orquestra Sinfônica Brasileira
- Violinos: Alfredo Vidal, Antonella Pareschi, Eduardo Hack, Giancarlo Pareschi, João Menezes, José Alves da Silva, João Daltro, Léo Ortiz, Paschoal Perrotta (Spalla), Paula Barbato, Ricardo Amado e Walter Hack.
- Violas: Arlindo Penteado, Frederick Stephany, Hindemburgo Pereira, Jesuína Passaroto.
- Violoncelos: Cássia Passarotto, Yura Ranevsky, Luiz Fernando Zamith, Márcio Mallard.
- Contrabaixo: Ernesto Gonçalves.
- Trompa: Phillip Doyle.

### Ficha técnica
- Direção artística: Miguel Plopschi.
- Produção: Mayrton Bahia.
- Produtor executivo: Álvaro Nascimento.
- Assistente de produção: Carlos Omena.
- Engenheiros de som: Dalton Rieffel, Mário Jorge Bruno e Roberto Marques
- Assistentes: Guilherme Reis
- Mixagem: Mário Jorge Bruno
- Masterização: Ricardo Essucy.
- Gerente de palco: Jorge Carvalho.
- Iluminação: Samuel Betts.
- Afinação do piano: Carlos Henrique Kersten
- Roadies: Cássio Araújo (Humberto), Rinaldo Max (Augusto) e Nilson Batista (Carlos).
- Projeto gráfico: Humberto Gessinger.
- Design gráfico: André Teixeira.
- Fotos: Dario Zalis.
- Ilustrações: Gilberto Zavarezzi.